# Kompleks Po-i-Kalan
Kompleks Po-i-Kalan ali Poi Kalan (uzbeško Poi Kalon; tadžiško Пои калон; perzijsko پای کلان‎, latinizirano: Pā-i Kalān, dobesedno 'Ob vznožju Velikega') je islamski verski kompleks v Buhari v Uzbekistanu. Kompleks je sestavljen iz treh delov: mošeja Kalan (Masjid-i Kalan), minaret Kalan (Minâra-i Kalân), na katerega se nanaša ime, in medresa Mir-i-Arab. Postavitev treh struktur ustvarja kvadratno dvorišče v središču, na nasprotnih koncih pa stojita mošeji Mir-i-Arab in Kalan. Poleg tega trg obdajata bazar in niz kopališč, ki sta na severnem oziroma južnem koncu povezana z minaretom.
Kongregacijska mošeja v kompleksu je ena največjih mošej v Srednji Aziji, takoj za mošejo Bibi Kanum v Samarkandu v Uzbekistanu in Veliko mošejo v Heratu v Afganistanu.

## Zgodovina gradnje
Tako mošejo kot minaret Kalan je leta 1121 naročil Arslan Kan, gradnja znamenitega minareta pa se je končala leta 1127. Vendar je Džingiskan leta 1220 uničil prvotno Petkovo mošejo, nedotaknjen pa je ostal le minaret Kalan. Mošejo Kalan in medreso Mir-i Arab, ki ju danes poznamo, je leta 1515 oziroma 1535 naročil Šibani Kanov nečak Ubajdulah Kan, potem ko sta on in njegov oče Mahmud Sultan pridobila oblast nad Buharo. Petkova mošeja sama je podobna mošeji Bibi Kanum v Samarkandu, postavitev kompleksa, ki združuje mošejo in medreso, pa ustvarja koš, edinstveno kvadratno postavitev, ki se je uporabljala v srednjeazijski arhitekturi 16. stoletja, ki jo določa razmik med mošejo in medreso. Koš, ki ga ustvarja geometrijski razmik med mošejo in medreso, dopolnjuje okrašeno fasado mošeje Kalan in velikost nasprotne medrese, da bi posameznikom vdahnil občutek veličastnosti, ki je odražala Ubajdulahovo moč.

## Zgodovinsko ozadje
Na mestu, kjer stoji kompleks Po-i-Kalan, je nekaj popolnoma uničenih stavb iz preteklosti. V predislamski dobi je bila tukaj osrednji tempelj za zoroastrijce. Od leta 713 je bilo na mestu južno od trdnjave Ark zgrajenih več stavb glavne mošeje, ki so bile nato porušene, obnovljene po požarih in vojnah ter preseljene z enega kraja na drugega. Leta 1127 je karakanidski vladar Arslan-kan dokončal gradnjo glavne mošeje z minaretom. Veličina struktur je tako navdušila Džingiskana, da je zmotno verjel, da je mošeja kanova palača. Kljub temu stavbi mošeje požar ni prizanesel in je dolga leta po požaru ležala v ruševinah. Od prvotne stavbe je ostal nedotaknjen le minaret Kalan (Minara-yi-Kalan).
Po smrti Šajbani-kana leta 1510 je večina lokalnih vladarjev (emirjev in sultanov) le delno priznavala centralno vlado. Glavno mesto Šajbanidove države je bilo v Samarkandu. Leta 1512 je Šajbani-kanov nečak, mladi princ Muizz ad-Din Abu-l Gazi Ubaidullah, postal sultan Buhare. Oblast je podedoval od svojega očeta Mahmuda-sultana, ki je bil kadetski brat Šajbani-kana in njegov zvesti soborec. Do leta 1533 je bil Ubaidullah-sultan uspešen guverner Buhare, ko je bil ustoličen kot kan celotne Šajbanidove države, tj. kan Maverannahra (Ma wara'u'n-nahr). Kljub temu ni hotel preseliti svojega prebivališča v Samarkand, glavno mesto države. Poleg tega je kasneje Buharo razglasil za glavno mesto države Šajbanid. Država, ki ji je vladal Ubajdulah (Ubaidulla), je pozneje dobila novo ime, Buharski kanat. Tako je Ubajdulah-kan (vladal 1533–1539) postal prvi kan Buharskega kanata. Medtem ko je bil Ubajdulah-kan kan Maverannahra, je bil njegov sin Abdul-Aziz-kan kan Buhare. Buharo so imeli za svojo družinsko usodo. Bili so domoljubi Buhare in so skrbeli za uspeh mesta.
Dejstvo, da je guverner Buhare leta 1514 zgradil tako veličastno mošejo, ki bi se lahko kosala s simbolom kraljevega Samarkanda, mošejo Bibi Kanum, kaže na težnjo, da bi Buhara sčasoma postala glavno mesto države Šajbanid. Z gradnjo mošeje Kalan je Ubajdulah-sultan začel z nastankom nove prestolnice, namesto da bi se boril za prevlado nad Samarkandom, ki je bil vedno sovražen do Šajbanidov.

## Sestavni deli kompleksa

### Minaret Kalan
Zgodovina
Minaret Kalan (nekdanji Minâra-i Kalân ali 'Veliki minaret') je bil prvotno zgrajen ob temeljih mošeje Kalan. V veliki meri se je ohranil skozi čas in je bil prevladujoča vizualna znamenitost mesta Buhara kot celote. Minaret je v celoti zgrajen iz žganih opek. Gre za valjasto strukturo s široko osnovo, ki se zoži navzgor proti zgornji laterni, in je visok približno 40 metrov, premer pri dnu pa približno 9 metrov. Legenda pravi, da je med gradnjo mojster graditelj Bako dokončal le osnovo strukture, preden je vzel triletni premor, da se je temelj utrdil. Po tem triletnem obdobju je nato dokončal minaret, pri čemer je postavil trdne temelje, kar je minaretu omogočilo, da je dosegel tako veličastno velikost.
Zasnova
Monumentalno velikost minareta Kalan dopolnjuje zapleten niz okraskov, ki so sestavljeni predvsem iz tehnik zidanja. Vzporedni pasovi edinstvene opečne skulpture prekrivajo zunanjost minareta brez ene same ponovitve, sama laterna pa podpira šestnajstločno rotundo. Poleg tega podnožje laterne obdaja niz terakota stalaktitov, ki služijo kot vizualni prehod iz ozkega valjastega stebla minareta v razširjeno podnožje laterne. Ti stalaktiti vsebujejo tudi dva rastlinska motiva, ki zrcalita motive, razvite v sasanidski umetnosti v Iranu: eden je rastlinska vejica, vpisana v lok, drugi pa je deteljica, vpisana v trikotnik. Nazadnje, turkizni pas ploščic z napisi leži neposredno pod troslojnimi stalaktitnimi okraski, ki podpirajo podnožje laterne. Na splošno so bili dekorativni vidiki minareta Kalan predvsem posledica zidarstva, kar v celoti kaže na vsestranskost materiala kljub njegovi preprosti konstrukciji.

### Mošeja Kalan
Mošeja Kalan (Masjid-i Kalan) je bila dokončana leta 1515 v Buharskem kanatu po vzoru mošeje, zgrajene v času Arslana kana, z dodatkom velike modre kupole na vrhu mihraba. Arhitekturni slog mošeje črpa navdih in jasne analogije tudi iz mošeje Bibi Kanum v Samarkandu. Mošeja sama meri 130 x 81 metrov, impresivna 30-metrska višina modre kupole pa naredi strukturo še posebej impozantno. Štirje ivani ležijo na oseh dvorišča, še večji obokani ivan pa označuje vzhodno fasado glavne stavbe. Ko se struktura razteza navznoter od glavne stavbe, oblika prehaja iz kvadratne osnove v osmerokotno in sčasoma v valjasto strukturo, ko se ena razteza naprej v območje mihraba, ki stoji nasproti vzhodne fasade. Notranjost strukture je sestavljena iz hipostilne postavitve, ki se stika z notranjim dvoriščem skozi dvesto osemdeset kupol, ki obdajajo notranje dvorišče. Mošeja Kalan je v celoti obrnjena navznoter, saj nima zunanjih oken, ki so postavljena ob odprto dvorišče v središču stavbe.
Masivno zunanjost mošeje Kalan krasi več vrst dekorativnih vzorcev. Ob obnovi leta 1515 so bile zunanje stene okrašene z majoliko in drugimi okrasnimi ploščicami. Mihrab, ivani in stene mošeje so okrašeni predvsem s tradicionalnimi umetniškimi deli, ki ustrezajo poznemu timuridskemu obdobju, vključno z modrimi in belimi mozaiki iz ploščic, rastlinskimi motivi in vzorčasto glazirano opeko, ki obdaja stavbo.

### Medresa Mir-i Arab
Zgodovina
Gradnja medrese Mir-i-Arab (Miri Arab Madrasah) se pripisuje šejku Abdullahu Jamaniju iz Jemna leta 1535. Znan tudi kot Mir-i-Arab, je veljal za duhovnega mentorja Ubajdulaha kana in njegovega sina Abdul-Aziz kana. Pred gradnjo medrese je Ubajdulah-kan bojeval proti Perziji. Večkrat mu je uspelo prevzeti nadzor nad Heratom, kar je povzročilo ujetje velikega števila ujetnikov. Sčasoma je Ubajdulah-kan prodal tri tisoč teh perzijskih ujetnikov, da bi zagotovil sredstva za gradnjo medrese Mir-i-Arab.
Notranjost Mir-i-Arab služi kot dokaz nekaterih pogrebnih tradicij tistega obdobja. Do 1630-ih let vladarji niso več postavljali veličastnih mavzolejev zase in za svoje sorodnike. Kani iz dinastije Šaibanid so bili nosilci koranskih tradicij in religija je postala tako pomembna, da je bil celo slavni kan Ubajdulah pokopan poleg svojega mentorja v svoji medresi. Kot taka je lesena grobnica Ubajdulaha-kana na sredini oboka (gurhane) v medresi Mir-i-Arab.
Zasnova
Kar zadeva zasnovo, ima Mir-i-Arab pravokotno dvorišče s štirimi navznoter obrnjenimi ivani, vsak od njih pa je edinstveno nameščen na sredini enega od pravokotnih robov. Zunanjost Mir-i-Araba meri 73 x 55 metrov, notranje dvorišče pa ima dimenzije 37 x 33 metrov. V notranjosti stavbe sta poleg predavalnic, ki jih uporabljajo štirje ivani, tudi lastna mošeja in mavzolej. Posebej opazen element medrese je njena bogato okrašena dvonadstropna fasada, prekrita z glaziranimi mozaičnimi ploščicami, ki jih je navdihnila umetnost poznega Timuridskega obdobja. Ta fasada je obrnjena neposredno proti mošeji Kalan in jo na obeh straneh obdajata modri kupoli, kar še dodatno povečuje učinek ansambla Poi Kalan.
Trenutna uporaba
Poleg prispevka k arhitekturni veličini kompleksa Poi Kalan kot celote je medresa Mir-i-Arab še naprej služila svoji prvotni funkciji vse do danes, zaradi česar je edina medresa v Srednji Aziji s tako dolgoletno uporabo. Glede na velikost medrese Mir-i-Arab in njeno nadaljnjo uporabo kot delujoče medrese skozi leta so bile druge zastarele medrese v Buhari sčasoma preurejene v improvizirana nakupovalna središča, tako da je Mir-i-Arab ostala edina delujoča medresa v Buhari. Poleg tega je cenjenje dolgoletne tradicionalne uporabe strukture očitno zlasti v času Sovjetske zveze, ko je bila medresa eno od le treh središč, ki jim je Sovjetska partija dovolila nadaljnje delovanje. Zaradi tega je Mir-i-Arab dejansko postal glavna pot za korespondenco Sovjetske zveze z muslimanskim svetom.